# Расследование (роман)
«Рассле́дование» («Сле́дствие», пол. Śledztwo) — детективно-философский роман с мистическим уклоном польского писателя и философа Станислава Лема.

## Сюжет
Молодой инспектор Скотленд-Ярда Грегори (отсылка к сходному по жанру роману Честертона) принимает участие в следствии по необычному делу: из моргов сельских больниц в окрестностях Лондона систематически исчезают трупы. Обстоятельства этих происшествий настолько странны и необъяснимы, что Грегори никак не может построить реалистичную версию событий. Внешне всё выглядит так, будто мертвецы на время воскресают, что подтверждает и один из полицейских, видевший попытки мертвеца выбраться из морга. По мере развития сюжета раскрываются всё новые и новые факты, раз за разом перечёркивающие уже начавшую складываться версию происходившего. Детектив даже начинает сомневаться, способен ли он сам адекватно воспринимать действительность.
В финале главный инспектор полиции беседует с Грегори, предлагая относительно правдоподобное объяснение части происшествий — маловероятное стечение ряда обстоятельств. Не находя привычного антропоцентрического объяснения совокупности всех происшествий, главный инспектор склоняет Грегори к версии, согласно которой виновником мог быть один из шофёров транспортной фирмы (покойный — за несколько дней до разговора этот шофёр погиб в аварии на переезде), ибо проверкой установлено, что он как минимум трижды находился вблизи мест исчезновения трупов — и предлагает Грегори зайти завтра, чтобы обсудить ближайшие планы, что последний и обещает сделать. На этом роман заканчивается.

## История публикации
Роман впервые публиковался с продолжением в 1958 году в краковском журнале «Пшекруй». Первая отдельная книжная публикация состоялась в следующем году, роман вышел в издательстве Министерства национальной обороны ПНР.
Первая публикация на русском языке под названием «Расследование» (перевод С. И. Ларина — в сборнике «Детектив и политика», 1989, выпуски 3—4). Роман публиковался в переводе  Л. М. Цывьяна под названием «Следствие» — в авторском сборнике «Следствие», изданном в Ленинграде в 1990 году. В переводе С. И. Ларина под названием «Расследование» роман вышел в первом томе Собрания сочинений Станислава Лема в 10 томах, выпущенном в 1992 году издательством «Текст».

## Экранизации
- 1973 — Śledztwo — кинофильм, режиссёр Марек Пестрак (Marek Piestrak), Польша
- 1997 — Śledztwo — телеспектакль, режиссёр Вальдемар Кшистек (Waldemar Krzystek), Польша